# Château de Prunoy
Le château de Prunoy est un château situé à Prunoy, en France.

## Localisation
Le château est situé dans le département français de l'Yonne, sur la commune de Prunoy.

## Historique
L'édifice est inscrit au titre des monuments historiques en 1945.